# Phase lutéale

Diagramme représentant le cycle menstruel, avec la phase lutéale dans la moitié droite.

La phase lutéale (ou phase progestative) est la phase se situant après l'ovulation et jusqu'au dernier jour du cycle ovarien. Elle s'oppose à la phase folliculaire.
La phase lutéale se termine lorsque la menstruation commence.
Au point de vue hormonal, la phase lutéale du cycle menstruel est caractérisée par la présence de la progestérone. Cette phase dure en moyenne 14 jours, entre 13 et 15 jours (c'est donc la durée de la phase folliculaire qui varie essentiellement).
Le follicule de la phase folliculaire se transforme en corps jaune au moment de l'ovulation et pendant la phase lutéale, le corps jaune se développe ou bien dégénère s'il n'y a pas eu fécondation.